# Ghiacciaio Martin
Il ghiacciaio Martin (in inglese Martin Glacier) è un ghiacciaio lungo circa 15 km e largo 4,6, situato sulla costa di Fallières, nella parte sud-occidentale della Terra di Graham, in Antartide. Il ghiacciaio, il cui punto più alto si trova a circa 230 m s.l.m., fluisce dapprima verso ovest e poi verso nord-ovest dal versante meridionale del monte Lupa alla costa sud-orientale della baia di Rymill, dove si unisce al ghiaccio pedemontano Bertrand.

## Storia
Il ghiacciaio Martin è stato grossolanamente mappato nel 1936 durante la Spedizione britannica nella Terra di Graham (BGLE), comandata di John Rymill, ed è stato oggetto di una nuova ricognizione durante una spedizione del British Antarctic Survey, che all'epoca si chiamava ancora Falkland Islands and Dependencies Survey, tra il 1948 e il 1949. In seguito il ghiacciaio fu battezzato con il suo attuale nome dal Comitato britannico per i toponimi antartici in onore di James H. Martin, membro della spedizione BANZARE (1929—1931), guidata da Sir Douglas Mawson, e primo ufficiale della Penola durante la sopraccitata spedizione britannica.